# Tiro com arco nos Jogos Pan-Americanos de 1999
As competições de tiro com arco nos Jogos Pan-Americanos de 1999 foram realizadas de 4 de agosto a 8 de agosto de 1999 Os eventos aconteceram em uma sede temporária no Parque Assiniboine em Winnipeg, Manitoba, Canadá. Assim como nas Olimpíadas, as competições foram realizadas com o arco recurvo.

## Eventos
| Evento                        | Ouro                   | Prata                    | Bronze              |
| ----------------------------- | ---------------------- | ------------------------ | ------------------- |
| Individual masculino detalhes | Jason McKittrick (USA) | Victor Wunderle (USA)    | Butch Johnson (USA) |
| Individual feminino detalhes  | Yaremis Pérez (CUB)    | Denisse van Lamoen (CHI) | Denise Parker (USA) |
| Equipes masculinas detalhes   | USA Estados Unidos     | CAN Canadá               | CUB Cuba            |
| Equipes femininas detalhes    | USA Estados Unidos     | CUB Cuba                 | MEX México          |

## Quadro de medalhas
| Posição | Nação              |   |   |   | Total |
| ------- | ------------------ | - | - | - | ----- |
| 1       | USA Estados Unidos | 3 | 1 | 2 | 6     |
| 2       | CUB Cuba           | 1 | 1 | 1 | 3     |
| 3       | CAN Canadá         | 0 | 1 | 0 | 1     |
| 4       | CHI Chile          | 0 | 1 | 0 | 1     |
| 5       | MEX México         | 0 | 0 | 1 | 1     |
| Total   | Total              | 4 | 4 | 4 | 12    |